# فرحان سعد
فرحان سعد لاعب كرة قدم كويتي، يلعب الآن مع نادي الساحل الكويتي كلاعب هجوم، شارك في كأس الأمير 52 مع نادي الساحل الكويتي.